# 尤納迪拉 (紐約州)
尤納迪拉（英語：Unadilla）是一個位於美國紐約州奧齊戈縣的鎮。

## 人口
根據2020年美國人口普查的數據，尤納迪拉的面積為102.88平方千米，當中陸地面積為119.85平方千米，而水域面積為1.03平方千米。當地共有人口4116人，而人口密度為每平方千米40人。